# 나시오날 호텔

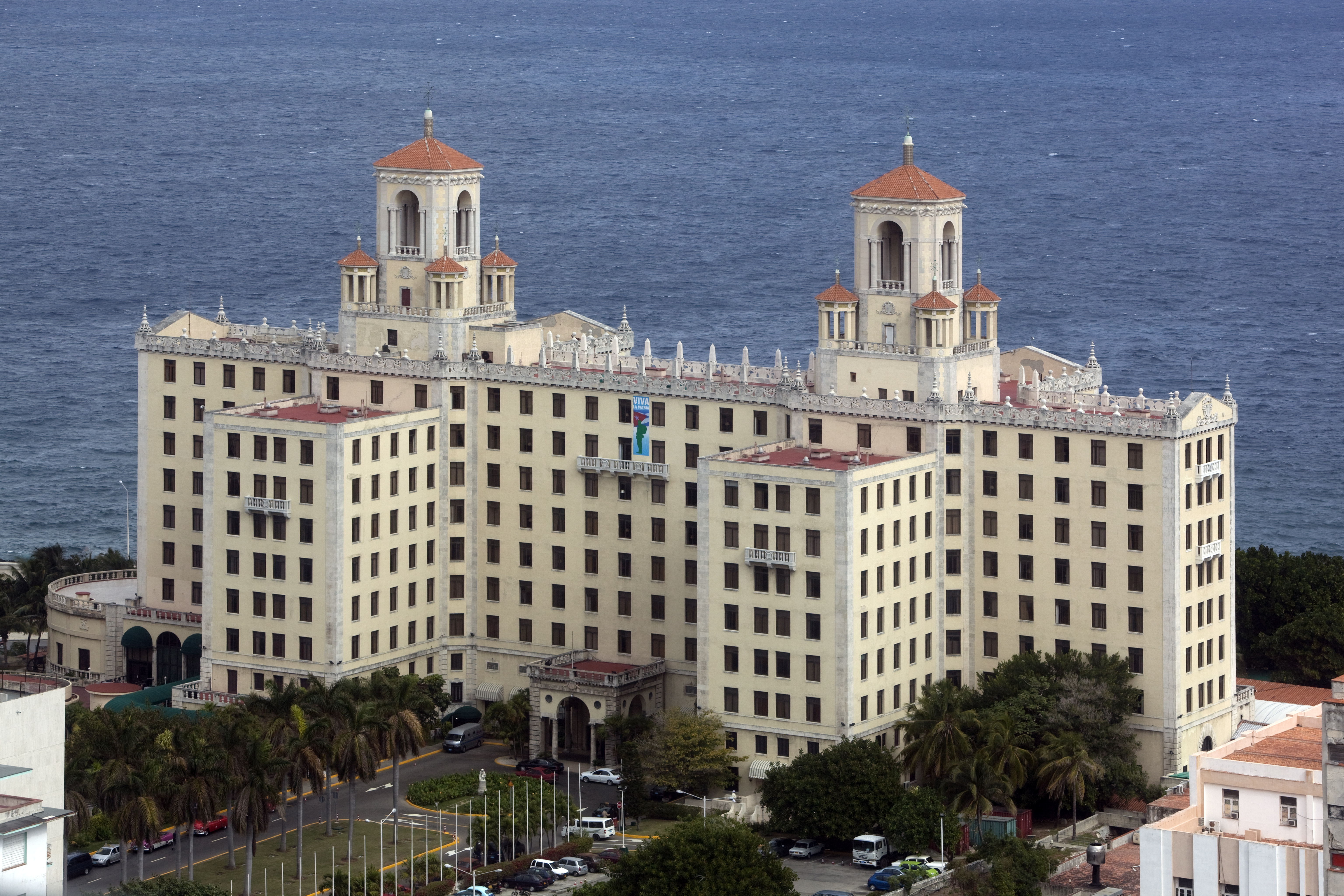
나시오날 호텔 전경.

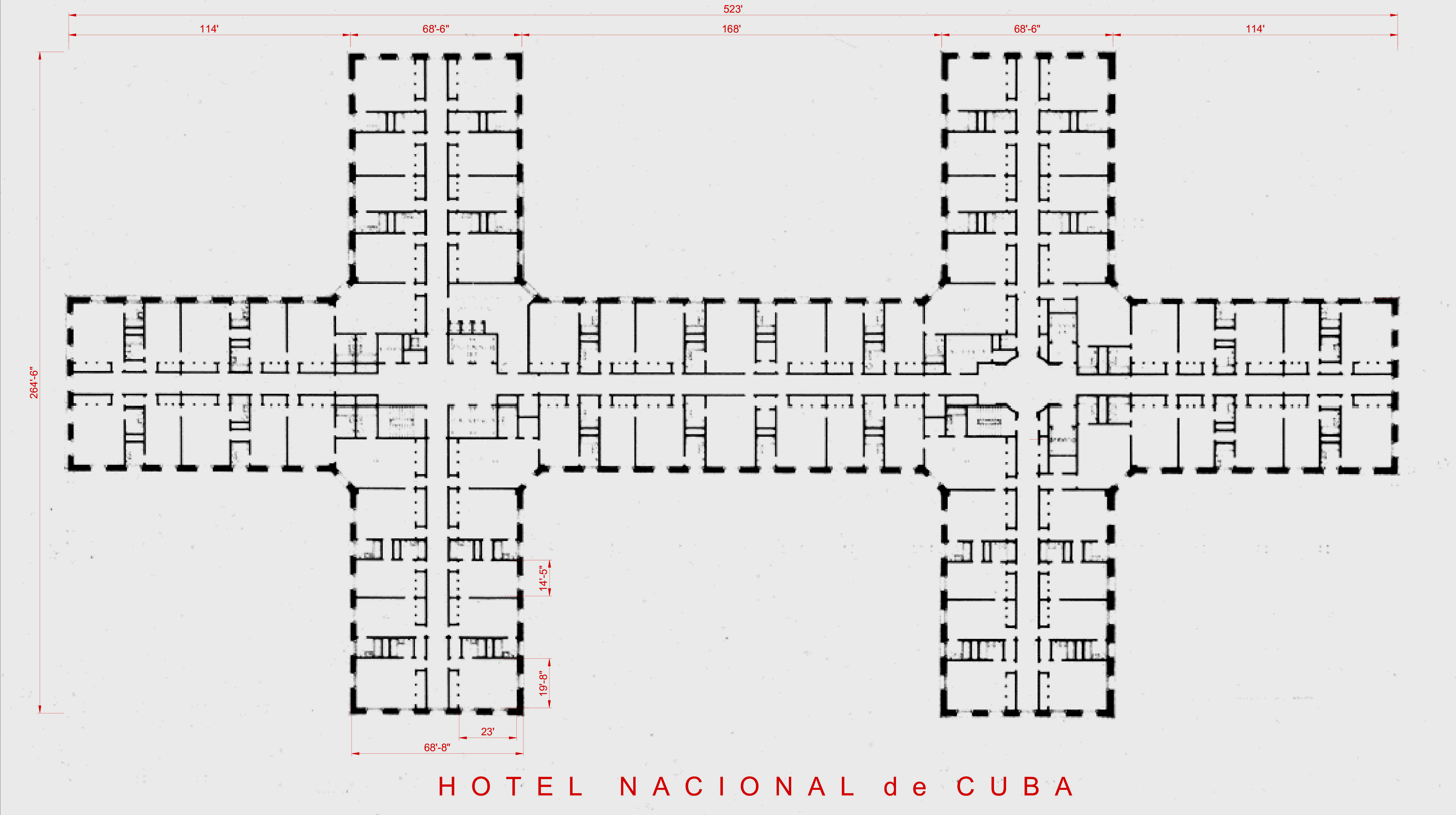
나시오날 호텔의 일반적인 표준 평면도.

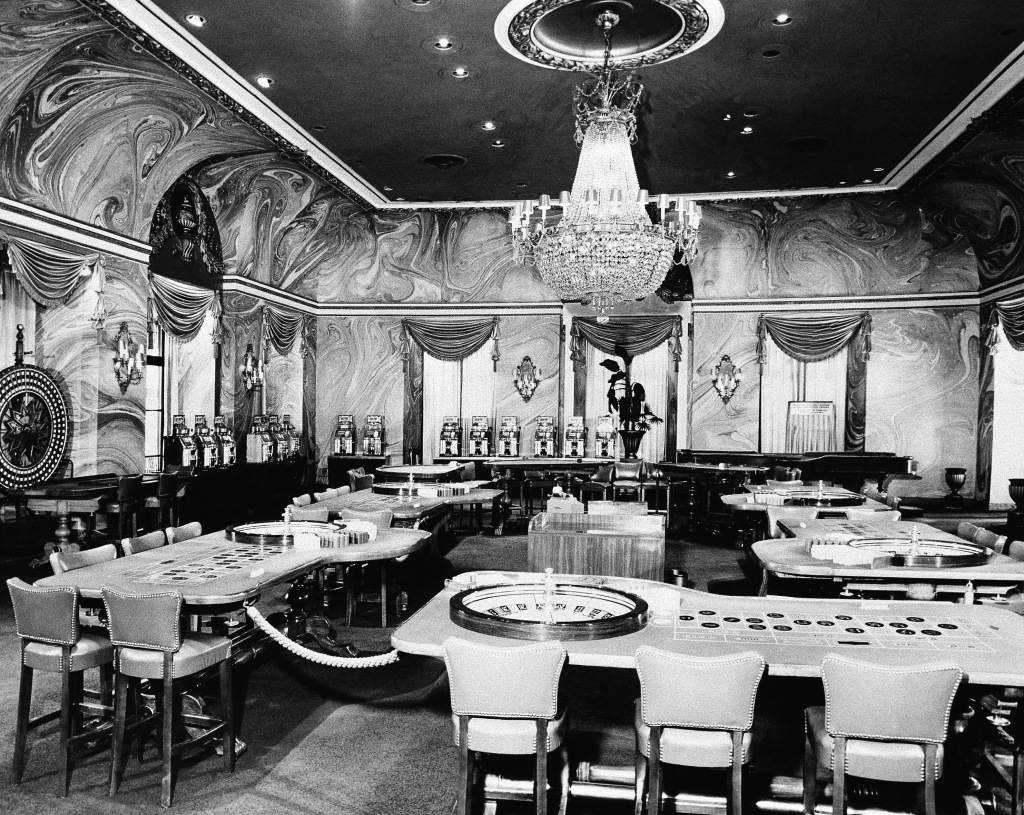
나시오날 호텔의 카지노, 1958년 10월 1일 촬영.

나시오날 호텔(스페인어: Hotel Nacional de Cuba)은 쿠바 아바나에 위치한 호텔로, 1930년에 준공되었다. 십자가 모양을 2개씩 이어붙은 형태를 가진 구조로 설계되어 있는 특색을 가지고 있으며, 걸어서 세계속으로에서도 잠깐 등장시킨 것으로 드러나고 있다.
총 객실 수는 457실로 쿠바에서 가장 큰 규모의 호텔이기도 하며, 건축한 지 90년이나 되는 가장 오래된 호텔이기도 하다. 그리고 1959년에 일어난 쿠바 혁명 이전까지만 하여도 미국인 관광객이 가장 많이 즐겨찾는 호텔 중의 하나로 손을 꼽히고 있는 명소이다. 또한 높이는 지상 8층이며, 연 면적은 500,800 제곱피트(약 46,525 제곱미터)의 규모를 가지고 있다.